# Tháng 6 năm 2014
Tháng 6 năm 2014 là tháng thứ sáu của năm 2014, bắt đầu bằng một ngày chủ nhật và kết thúc sau 30 ngày vào một ngày thứ hai.

## Chủ đề:Thời sự
| 21 tháng 03, 2025 Pháp luật và tội phạm - Trung Quốc bỏ tù 113 người ở khu tự trị Tân Cương do cáo buộc khủng bố và một số tội danh khác. (AP) - Triều Tiên tuyên bố sẽ xét xử hai du khách người Mỹ, Jeffrey Fowle và Michael Miller, vì tội chống chính quyền. (Reuters) |

|valign="top" style="width:250px"|
|}